# Боккара, Филипп
Фили́пп Боккара́ (фр. Philippe Boccara; 6 июля 1959, Ле-Ман) — французский гребец-байдарочник, выступал за сборные Франции и США на всём протяжении 1980-х и 1990-х годов. Участник шести летних Олимпийских игр, бронзовый призёр Олимпийских игр в Лос-Анджелесе, четырёхкратный чемпион мира, победитель многих регат национального и международного значения.

## Биография
Филипп Боккара родился 6 июля 1959 года в городе Ле-Ман, департамент Сарта. Активно заниматься греблей начал в раннем детстве, проходил подготовку в одном из спортивных клубов города Безансон.
Первого серьёзного успеха на взрослом международном уровне добился в 1980 году, когда попал в основной состав французской национальной сборной и отправился на летние Олимпийские игры в Москву — несмотря на то что Франция формально бойкотировала эту Олимпиаду, Боккара всё же выступил на ней под нейтральным олимпийским флагом. Он участвовал в зачёте четвёрок на тысяче метрах, сумел пробиться в финальную стадию турнира, но в решающем заезде финишировал только шестым.
После московской Олимпиады Боккара остался в основном составе гребной команды Франции и продолжил принимать участие в крупнейших международных регатах. Так, благодаря череде удачных выступлений он удостоился права защищать честь страны на Олимпийских играх 1984 года в Лос-Анджелесе. С четырёхместным экипажем, куда также вошли гребцы Франсуа Бару, Паскаль Бушери и Дидье Вавассёр, завоевал в четвёрках на дистанции 1000 метров бронзовую медаль — пропустил вперёд лишь экипажи из Новой Зеландии и Швеции.
В 1985 году побывал на чемпионате мира в бельгийском Мехелене, откуда привёз награду золотого достоинства, выигранную в километровой гонке двоек. Два года спустя на мировом первенстве в немецком Дуйсбурге в двойках стал чемпионом на десяти тысячах метров и серебряным призёром на одной тысяче метров. Будучи одним из лидеров французской гребной сборной, благополучно прошёл квалификацию на Олимпийские игры 1988 года в Сеуле, где, тем не менее, попасть в число призёров не смог, в одиночках и двойках на километре добрался только до полуфинальных стадий.
На чемпионате мира 1990 года в польской Познани на одноместной байдарке выиграл бронзовую медаль на километре и золотую на десяти километрах. В следующем сезоне на аналогичных соревнованиях в Париже был лучшим в двойках на десятикилометровой дистанции, став таким образом десятикратным чемпионом мира. Представлял страну на Олимпиаде 1992 года в Барселоне, участвовал в программе двоек на тысяче метрах, но вновь остался без медалей, со своим бессменным партнёром Паскалем Бушери дошёл только до полуфинала.
В середине 1990-х годов Филипп Боккара получил американское гражданство и в течение нескольких последующих лет выступал за гребную сборную США. Он стартовал на Играх 1996 года в Атланте и Играх 2000 года в Сиднее, хотя какого-то особого успеха там не добился, в лучшем случае доходил в своих дисциплинах до полуфинала, а иногда выбывал из борьбы уже после первых же заездов.
При всём при том, Боккара стал первым в истории гребцом на байдарках и каноэ, побывавшим на шести Олимпийских играх. Четыре года спустя это достижение повторили немецкие байдарочницы Йозефа Идем и Биргит Фишер (в 2008 году Идем выступила на своей седьмой Олимпиаде, а затем в 2012 году на восьмой, установив таким образом новый рекорд). Также Филипп Боккара является первым французом, кому удалось поучаствовать в шести Олимпийских играх. В 2004 году того же добилась знаменитая французская велогонщица Жанни Лонго, а в 2008 году она выступила на Олимпиаде в седьмой раз.